# 家族ゲーム (テレビドラマ)
『家族ゲーム』（かぞくゲーム）では、本間洋平作の日本の同名小説『家族ゲーム』を原作として制作されたテレビドラマについて解説する。
吉本や沼田家両親のフルネームは原作には登場しないため、映画版を含むすべての映像作品で異なっている。

## 鹿賀丈史版（2時間ドラマ）
1982年、11月8日にテレビ朝日の『月曜ワイド劇場』で放送。続編の『家族ゲームII』は1984年3月12日放送。

### キャスト（2時間ドラマ）
- 吉本義明 - 鹿賀丈史
- 沼田晶 - 岸本加世子
- 沼田盛男 - ハナ肇
- 沼田妙子 - 南田洋子
- 沼田茂之 - 伊藤康臣
- 小泉真弓 - 加賀まりこ
- 風見りつ子
- 中島葵
- 蝦名由紀子
- 山田邦子
- 黒田福美

### スタッフ（2時間ドラマ）
- 演出：池広一夫
- 脚本：中島丈博
- プロデューサー：中川滋弘
- 音楽：佐藤允彦
- 撮影：小野進
- 美術：大橋豊一

### 映画版との違い（2時間ドラマ）
- 沼田家の二人の子が兄弟ではなく姉弟である点。
- ハナ肇演じる父の口癖が「うまくねえなぁ」。
- ラストで家庭教師はインドに渡るという設定。

## 長渕剛版

### 『家族ゲーム』
1983年8月26日 - 9月30日、TBSテレビにて20:00 - 20:54（JST）に放送された。全6回。主演は長渕剛。

#### キャスト（I）
吉本 剛（ごう）- 長渕剛
三流大学の東洋文化大学に7年通っている大学生で、茂之の家庭教師として沼田家に派遣される。鹿児島県出身。
沼田 茂之 - 松田洋治
沼田家の次男。通称「シゲ」。足立区立堤中学校の三年生で、高校受験を控えている。幼馴染の土屋たちからいじめを受けており、学業成績も悪く、父・広造からは落ちこぼれ扱いされている。
沼田 慎一 - 三好圭一
沼田家の長男。母・紀子と吉本からは「慎ちゃん」と呼ばれている。都内でも屈指の進学高に通っている高校生。茂之とは対照的に学業成績が良いため、両親から東大合格を期待されている。
富所先生 - 成田光子
茂之のクラスの担任である、少し年輩の女性教師。
羽村先生 - 庄司麻由里
茂之が通う中学校の保健室の女性養護教諭。土屋たちのいじめによる怪我や、体調不良などで度々保健室に足を運ぶ茂之の数少ない理解者・相談相手である。
隣の女・ヨシエ - 久我冴子
あこがれの少女・ヒロミ - 境真理子
ヨシオ - 須藤真一
公造の経営する沼田自動車で働いている整備士。要領が悪く、よく公造に怒られている。
町子 - 森永孝子
茂之の中学のクラスメイトで、茂之とは幼稚園のころからの幼馴染である。土屋たちからいじめられている茂之を折に触れて心配したり、時には土屋たちから庇ったりすることもある正義感の強い女の子。吉本に対して恋愛にも似た憧れを抱いている。
土屋 - 松永大
茂之をいじめているグループのリーダー格の少年で、太めの体つきをしている。実家はラーメン店を経営している。
沼田 紀子 - 白川由美
茂之・慎一の母親で、専業主婦。息子二人に偏差値の高い学校に入ってもらうために躍起になる、いわゆる教育ママである。成績の悪い茂之を兄と同じ高校に合格させるために、吉本を茂之の家庭教師として招き入れた。
沼田 広造 - 伊東四朗
茂之・慎一の父親で、車の修理や整備を行う（有）沼田自動車を経営している。自身に学歴がないというコンプレックスを抱えているために、偏差値の高い大学（東大）に入って、一流企業に就職してほしいという思いが強く、紀子と同様に息子二人に勉強を強要している（学歴のない自分と同じような苦労はさせたくないという思いも込められている）。また、吉本のことを「ネギ坊主」と呼んでいる。

#### スタッフ（I）
- プロデューサー：柳井満
- 原作：本間洋平「家族ゲーム」（集英社刊）
- 脚本：筒井ともみ
- 演出：吉田秋生（よしだあきお（TBS社員）。ヨシダアキミ（漫画家）では無い） / 前川英樹
- 音楽：惣領泰則
- 主題歌：長渕剛 「GOOD-BYE青春」（作詞：秋元康、作曲：長渕剛、編曲：瀬尾一三）
- 挿入歌：長渕剛「-100ﾟの冷たい街」（作詞：長渕剛、作曲：長渕剛、編曲：瀬尾一三・長渕剛）

#### サブタイトル（I）
| 各話 | サブタイトル                               | 視聴率 |
| ---- | ------------------------------------------ | ------ |
| 1    | ボクの家庭教師は暴力先生・なのダ           | 14.9%  |
| 2    | ケンカがこわくて勉強ができるか・なのダ     | 13.9%  |
| 3    | いびられたたかれ、でもウレシイぼく・なのダ | 17.0%  |
| 4    | 秀才アニキの万引き事件・なのダ             | 15.9%  |
| 5    | 落ちこぼれのチャレンジ宣言・なのダ         | 17.3%  |
| 6    | あばよ、ボクの愛した家庭教師・なのダ       | 20.2%  |

### 『家族ゲームII』
1984年4月20日 - 7月13日（全11回）TBSテレビにて20:00 - 20:54（JST）に放送された。
前作の好評を受け制作された。物語としては前作とは無関係であり、設定を改変し吉本のキャラクターを活かしたスピンオフ作品のTBSオリジナルドラマ。前作が放送されなかった地域では1983年12月4日に開局したテレビユー福島、プロ野球ナイター中継延長に伴い信越放送・北陸放送・長崎放送でネットを開始した。

#### キャスト（II）
吉本 剛 - 長渕剛
鬼教師であるものの、卒業後殿村和人がリンチされているのを目撃し、リンチしていた中学生を殴り和人を助ける。作造の信楽焼オタクが原因で信楽焼恐怖症になる。
殿村 梨絵 - 二谷友里恵
ヤクザの娘との理由で卒業式に出られずにいる。
殿村 和人 - 松田洋治
名門高校に受かるものの、中学卒業後同級生からリンチを受けたのが災いし、高校に行けず不登校になる。通称「カズ」。
殿村 豊 - 三好圭一
高校卒業後、母親である泰子と喧嘩し大学に行かずレストランで住み込みで働く。通称「ユタ」。
豊の担任の道城教師　-　萩原流行
自身と学校の保身を重視する方針のもと、ヤクザの娘との理由で卒業式の日に梨絵を門前払いする。
和人の担任教師 - 梶三和子

「小雪」のママ - 日向明子

「小雪」の銀ばーさん - 武知杜代子

シゲル - 石倉三郎

マスオ - 西田恭平

純次 - 遠藤憲一

殿村 寅造 - レオナルド熊
殿村興業の社長。
殿村 作造 - 遠藤太津朗
豪農でケチ。信楽焼オタク。
殿村 泰子 - 白川由美

大山（殿村和人の同級生） - 熊谷誠二
西田（殿村和人の同級生） - 池田祥二郎
関（殿村和人の同級生） - 続木俊徳
永井（殿村和人の同級生） - 工藤英仁
殿村豊の同級生 - 斉藤安正
殿村豊の同級生 - 田村一樹

#### スタッフ（II）
- プロデューサー：柳井満
- 脚本：筒井ともみ
- 音楽：瀬尾一三
- 演出：吉田秋生 / 山田護
- 主題歌：長渕剛「孤独なハート」（作詞：秋元康、作曲：長渕剛、編曲：瀬尾一三）
- 挿入歌
  - 長渕剛「スローダウン」（作詞・作曲：長渕剛、編曲：長渕剛・山里剛）
  - 長渕剛「太陽へ続くハイウェイ」（作詞・作曲：長渕剛）

#### 原作およびパート1との相違点
- 吉本剛以外の登場人物がドラマオリジナルになっている。
- 前作で出演した長渕、松田、三好、白川以外の出演者が大幅に入れ替わっている。
- 学校も名前が変わっている。

#### サブタイトル（II）
| 各話 | サブタイトル                             |
| ---- | ---------------------------------------- |
| 1    | ボクに抱きつくヘンな家庭教師・なのダ     |
| 2    | たんたんタヌキの中間テスト・なのダ       |
| 3    | レイプされたのはボクの先生・なのダ       |
| 4    | アニキを悩ますピンクのブツブツ・なのダ   |
| 5    | 落ちこぼれがクセになりそうなボク・なのダ |
| 6    | 先生とアニキのトルコ行進曲・なのダ       |
| 7    | 思春期にめざめてしまったボク・なのダ     |
| 8    | ボクのハチャハチャ家庭内暴力・なのダ     |
| 9    | ボクをまどわす秋祭のユーワク・なのダ     |
| 10   | 内申書グルッと回ってタヌキの目・なのダ   |
| 11   | 愛を責めずにセイ・グッバイだぜ・なのダ   |

### 『家族ゲーム スペシャル アニキの家庭教師は花の女子大生・なのダ』
1985年4月5日、19:20 - 20:51に放送された。
連ドラパート1の、その後を描いている完結編。

#### キャスト（スペシャル）
- 吉本 剛 - 長渕剛
- 中森 陽子 - 高樹沙耶
- 沼田 茂之 - 松田洋治
- 沼田 慎一 - 三好圭一
- タカオ - 西田恭平
- 大泉 今日子 - 田沢令子
- 沼田 紀子 - 白川由美
- 沼田 広造 - 伊東四朗

#### スタッフ（スペシャル）
- プロデューサー：柳井満
- 脚本：筒井ともみ
- 音楽：戸塚修
- 演出：吉田秋生
- 主題歌：長渕剛「GOOD-BYE 青春」（作詞：秋元康、作曲：長渕剛、編曲：瀬尾一三）

## 櫻井翔版
2013年4月17日から6月19日まで、フジテレビ系で毎週水曜日 22:00 - 22:54（JST）に放送された。主演は櫻井翔。キャッチコピーは「壊れるまで、キミと向きあおう。」。
櫻井はこのドラマで教え子の家庭内におけるさまざまな問題に介入していく家庭教師の吉本荒野を演じ、神木隆之介は優等生を演じながらもその反動で問題行動に走る二面性のある役を演じた。また、主人公の教え子の母親を演じた鈴木保奈美は本作品が同局の「ニュースの女」主演以来15年ぶりの民放の連続ドラマの出演となった。
この作品でフジテレビ系水曜22時台のドラマ枠が再開された。

### 制作

#### 撮影とキャスティング
稲田秀樹プロデューサーによると、吉本役の櫻井は企画の意図や吉本像をよく理解して演じてくれていたという。また、1話でのゲップのアドリブや吉本の甲高い笑い声など「非常識な」アイデアを現場で次々と出していたという。

#### ロケ地
主要な舞台となる沼田家の部屋のシーンではフジテレビ湾岸スタジオのセットが使われているが、沼田家の外観を写すシーンは神奈川県横浜市内の住宅地で撮影されている。
一茂の勤務会社、パシフィック電気の外観のロケ地は横浜市内のみなとみらいグランドセントラルタワーである。

#### 原作や過去の作品との関連
原作および過去のドラマ・映画では描かれなかった吉本の過去にまつわる回想シーンも挿入されている。忽那汐里が演じる浅海舞香/立花真希/水上沙良は、今作のオリジナルの登場人物である。
1983年公開の映画『家族ゲーム』で沼田茂之役を演じた宮川一朗太が、沼田一茂の同僚・榎本貴史役で第1話・最終話にゲスト出演した。

### あらすじ
立派な一戸建てに住み、優秀な家族に恵まれ、周囲からは何の不自由も無い理想の一家に見える沼田家。しかし、次男・茂之は学校でいじめられている上、高校進学も危ういほど成績が振るわずにいた。茂之は遂に引きこもりになり、困惑した父・一茂と母・佳代子は「東大合格率100%」が売りの家庭教師である吉本荒野を見つけ出し家に招く。吉本は、茂之を学校に登校させ、さらには長男・慎一が通う進学校に合格させてほしいという家族の依頼を「教育方針に口出ししない」との条件付きで快諾し、雇用契約が成立する。
その結果、吉本の常軌を逸しながらも緻密で計算に満ちた指導が始まる。茂之が不登校を脱した後も吉本の型破りな指導は続き、その結果として茂之の成績は上昇し友人関係も改善されていく。一方、一茂の浮気が発覚して夫婦間の溝が深まるなど、吉本の言動は茂之だけでなく沼田家全員にも影響を及ぼしていく。文武両道の優等生だった長男の慎一は、吉本と本性を探り合ういたちごっこに気を取られて成績が下降し始め、精神的に追い詰められていく。目に見えて変化する茂之に感化され自分を変えたいと思った佳代子は株を始めるも失敗し、吉本からの忠告にも懲りずに1千万円の損失を出し自殺を図る。吉本は佳代子の両親に頭を下げて資金援助をしてもらおうとするが、一茂はそれを意地を張って反故にした挙句に横領を行い、会社を解雇される。そして、かつていじめの被害者だった茂之は加害者の立場に変わっていく。
吉本は沼田家を出る夜、自分がしてきた全てのからくりを家族全員に話す。吉本がいなくなってから家族は互いに責任をなすりつけあい、文字通り「崩壊」していく。高校をやめた慎一は吉本への殺意を再び募らせ、吉本の教え子であり偽名を使って沼田家に近づいた沙良に吉本の場所、吉本の正体を問いただす。沙良は、沼田家に近づいたのは吉本の依頼のためだとした上で、8年前の真相を語り始める。本物の吉本荒野が明らかな悪意を持って真田という生徒（後に自殺）をいじめており、田子雄大（吉本の本名）はそれを止める側だったこと、本物の吉本が田子を社会的に抹殺しようと考えていたことなど、それらの真相は慎一の想像を遙かに凌駕するものだった。さらに沙良は、今まで田子が記してきた家庭教師記録を慎一に渡し、自身を殺してまで悪意の体現者・吉本として生きようとする田子の覚悟を伝える。真相を知った慎一は家庭教師記録を家族の前で読み上げ、それに感化された茂之が精神的に成長した姿を両親に見せたことで家族一人一人が家族を意識していき、沼田家に絆が生まれる。そして、真田の命日に田子と慎一は再会し、自分を犠牲にせず田子雄大として生きることを進言した上で、慎一は田子に今までの礼を述べる。それを聞いた田子は、久しぶりに田子雄大として心から笑うのだった。

### 登場人物

#### 主要人物（家庭教師と沼田家）
吉本 荒野（よしもと こうや）＜偽名＞ / 田子 雄大（たご ゆうだい）〈31〉
演 - 櫻井翔
本作品の主人公。茂之・慎一の家庭教師。1982年1月17日生まれ。血液型はAB型。
沼田家が茂之のために家庭教師を雇うのは吉本で6人目。“東大合格率100%”と謳っているスーパー家庭教師であるが、生徒本人だけでなく家族の素行調査をしたり、引きこもりの茂之を部屋に閉じ込めるなど、目的達成のために常軌を逸した行動を取る。ミステリアスで神出鬼没であり、茂之のみならず家族のいる場所にも突然居合わせたり、デジカメで盗撮している。口癖は「いいねぇ～」。
慎一の調査から、自身は「東大卒の吉本荒野」ではなく、生命維持装置に繋がれた弟が本物の東大卒の吉本荒野で、自身はその兄である「雄大」であると自身の口から慎一に語り、教師になったのも教師への夢が叶った途端に事故に遭った弟の夢を代理で演じており、教員免許を所持していないため家庭教師として指導していると偽名を使用した理由を慎一に打ち明ける。その後、吉本が過去に中学校で教壇に立っていたことや本名が「田子雄大」であることが慎一の調査で分かる。その調査によると、教師時代、自身の教え子・真田宗多の相談を反故にしたことで、真田は教師や保護者に信頼されていた本物の吉本荒野に悩みを打ち明けるようになり、教え子に裏切られたと勘違いした吉本は真田をいじめ、事実を隠蔽するため全ての真実を知っている本物の吉本荒野を階段から転落させ昏睡状態にした容疑を慎一にかけられるが、吉本が否認し茂之ら家族も吉本側についたため、結果的に慎一を孤立させる状況に追いやった。その後、沼田家に同居を自ら提案した上で寝食を共にしながら慎一と茂之の指導をしていた。問題を抱え苦しむ子供たちと向き合ってこなかったことなどの沼田家の問題をぶちまけて、このままでは沼田家が崩壊すると忠告までしたが、沼田家の問題が何一つ改善しなかったどころか一茂のせいで沼田家が事実上崩壊したため、吉本が家庭教師として担当する以降の沼田家を崩壊させる要因を作ったのは全て吉本自身が仕掛けた罠であると沼田家全員に明かして沼田家を出ていく。その後、家庭崩壊した沼田家全員が集まる席に再度突然現れ、仕込んでいた盗聴器を回収し、「家族を再生させろ」と慎一に言い残しその場を去る。
実は中学校で「田子雄大」として教壇に立っていたころ、真田宗多をいじめていたのは本物の吉本荒野であった。熱血で生徒思いの田子は吉本のいじめ行為を止めようとしたが、逆に吉本に脅され、結局自己保身のために真田の相談を反故にした。本物の吉本荒野が意識不明になった後、真田と直前まで電話し、彼の自殺を止めるために真田がいる小屋を探すものの駆け付けた時は既に真田は命を絶っていた。自分の立場を守るために真田の気持ちを踏みにじり、その結果彼を自殺に追い込んだこと悔いて、「いつまでも彼のそばにいて、守ってあげるのは不可能。だから、生徒を自らの力で悪と戦える強い人間に育てなければならない」と学校教育の限界を感じ、中学校教師を辞めた後、世界各地の危険な地域を回り家庭教師として生徒の指導を行うことを決心する。そしてそのために自分の中で田子雄大を殺し、絶対悪である「本物の吉本荒野」になりすまし、問題のある生徒と向き合っていく。沙良曰く、沼田家を指導する以前に3人の生徒を更生させた実績があるとのこと。
真田の命日に彼が自殺した山小屋にいた吉本を慎一が訪ねて行き、沼田家に絆を与えてくれたことを感謝され、久々に田子自身の心からの笑顔を見せた。その後、慎一から「8年前の真相は本当に真実なのか」と尋ねられ、笑顔で「いいねぇ〜」と返す場面がある。
沼田 慎一（ぬまた しんいち）〈16〉
演 - 神木隆之介
本作のもう一人の主人公。沼田家の長男。1997年11月14日生まれ。血液型はAB型。
有名私立進学校・成邦館高校2年生。学校の成績は学年で10番以内、所属する陸上部では数々の優秀な成績を収めるなど、周囲からは文武両道で家族思いの優等生と思われているが、優等生を演じるストレスを発散するために万引きやムカついた相手の自転車をパンクさせる犯罪を繰り返し行っているなど精神面で問題を抱えている。吉本からそれを出会った当初から見抜かれており、沙良や吉本は第2の吉本荒野に成りかねないと危惧していた。対して、度を越した吉本の指導方法に疑問を抱き、吉本の素行を独自に調査する。決まったレールの上で物事を判断する性格でレールから外れた物事の判断には疎く、型破りかつレールの外れた人格である吉本のような人間に対して畏怖している。吉本の素行調査に没頭する余り、学業や部活の成績も下降線を辿り始めている。この素行調査は吉本にも知られてしまい、万引きをしている現場写真などを撮られて、弱みを握られた上に吉本が先回りし、事実を隠蔽されてしまうことがほとんどである。吉本を解雇しようと各方面から証拠を掴んだ上、家族会議を開き、吉本の解雇処分の是非を家族に問うが茂之をはじめとする家族の反発に遭い、逆に自身が家族から孤立する状況に追い込まれた。その後は真希と付き合うようになり、高校を中退して家を出て働くことも考え始め、家庭崩壊後は高校を中退し、怠惰な生活を送るようになるが、吉本の思いを知り、強くなった茂之を見たことで少しずつ丸くなっていった。
その後、横浜市立沢北高校特進科の編入試験に合格し、疎遠になっていた飛鳥との関係も取り戻した。
沼田 茂之（ぬまた しげゆき）〈14 → 15〉
演 - 浦上晟周
次男。1998年5月12日生まれ。血液型はA型。
横浜市立室山第一中学校3年生。前島亜美のファン。当初、学校の成績はクラスで下から5番目。授業中にトイレへ行くのを我慢し、耐え切れずその場で脱糞してしまったことが切っ掛けでクラス内でいじめに遭うようになり、さらに唯一の友人と信じていた園田からも裏切られ、中学3年の1学期から部屋に引きこもり不登校になる。吉本はその姿が過去の真田と似ているため第2の真田宗多に成りかねないと危惧していた。吉本の型破りな指導を受け、徐々に内向的な性格が変化し、成績も目に見えて向上する。さくらへの勇気ある告白も成功し、交際関係へと発展するも後に別れる。また、さくらの一件で疎遠になっていた園田との間に再び友情が芽生え、山尾を除くいじめっ子とも和解し友達となるが、後に三井たちが率いる山尾のいじめに加担することとなった。吉本解雇の是非を問う家族会議においては、学校に通学出来るようになったこと、友人も出来たこと、成績が向上したことを吉本に感謝した上で家族の誰よりも早く吉本の解雇に反発した。家庭崩壊後は再び引きこもるようになり、園田の呼びかけもあって再び登校するようになるが、エスカレートしていく山尾へのいじめにまたしても巻き込まれていく。吉本から「お前が家族を救え」と言われたことで、佳代子が離婚を決断した際には沼田家で唯一反対した。その後、山尾へのいじめをやめさせるよう三井たちを説得し、それを家族に見せることで家族再生のきっかけを作った。そして、園田・真野とともに成邦館高校を受験し、合格した。
沼田 一茂（ぬまた かずしげ）〈48〉
演 - 板尾創路
慎一・茂之の父親。1965年9月10日生まれ。血液型はB型。
一部上場企業である電気メーカー「パシフィック電機」の人事部課長。世間から見れば夫婦円満に見えるが、実際は冷えきっており、一茂は家に自分の居場所がないと思っている。家庭内の問題は放置気味である。以前は花形の営業マンだったが、営業部から人事部に異動となった途端歪んだ人格になり、同期やかつての同僚等をリストラすることを内心では快感に思っている。慎一には「一」、茂之には「茂」、「一茂」という名前から1文字ずつ取り、それぞれ2人の息子に自分の名前を授ける。浅海とキスしている写真を妻に見られたのが原因で、妻が夫に関係する家事を放棄するようになり、自ら家事をしなければならない状況に置かれる。そして、慎一の成績が下降している問題を解決するため、吉本に家庭教師を依頼する。かつて佳代子の父・泰彦の会社に対して横領事件を起こしてしまい、人事部へ左遷、佳代子が実家から絶縁される原因を作ってしまった。泰彦から貰うはずの小切手も会社で何とかなるという理由で一茂自身から断り、借金返済のために再び早期退職者の退職金を横領したことが勝野によって社内に明るみに出て解雇される。家庭崩壊後は、自身のプライドを捨て切れなかったせいでなかなか仕事が決まらず悪戦苦闘していたが、強くなった茂之を見て、プライドを捨てることと家庭を顧みることを決意し 、家族が集結した席で家を売ることを告げ、家と自家用車を売却。一家は引っ越し、自身の就職先も見つかった。その就職先は弁当屋で、店名は「Moon's Kitchen」。
就職先である弁当屋では研修期間を経た後、店長として働いている。
沼田 佳代子（ぬまた かよこ）〈45〉
演 - 鈴木保奈美
慎一・茂之の母親。1968年3月8日生まれ。血液型はA型。
専業主婦。旧姓：前園。指の爪を噛む癖がある。インターネットの情報で吉本を知り、茂之の家庭教師に選び依頼する。息子達が何を考えているかわからず育児放棄しており、子供よりも近隣住民の視線や世間体を大事にしている。茂之の誕生パーティ中、夫の浮気が発覚したことで夫と口論になり、茂之の誕生パーティが切っ掛けで家族が一つになれることの期待から「家族が変われると思った」と心情を吐き出す。夫の浮気が発覚した上に一茂と浮気相手の浅海がキスしている写真を見せられたことで、夫婦間はさらに冷え切った状態になる。自身は吉本の口車に乗ってしまい、ネット株の投資を始める。やがてネット株で1000万円を越える損失を出してしまい、無理を承知で勘当された父に助けを求める。夫は父が経営する会社の取引企業の社員で、将来有望だと父が見込み勧められるまま、一茂と見合い結婚をする。夫が取引している父の会社に対して横領事件を起こしてしまい、実家から絶縁される。借金の肩代わりを父に頼むが断られてしまい、自らの生命保険で借金返済に充てることを考え、命を絶とうとしているときに吉本が止めに入ったため自殺未遂に終わる。家庭崩壊後は一茂と離婚することを決意するが、後に離婚を思い留まる。そして、強くなった茂之を見て子供と向き合うことを決意し、茂之の受験合格を家族全員で喜び合うまでに性格が改善した。

#### 田子雄大の関係者
吉本 荒野（よしもと こうや）＜本物＞
演 - 忍成修吾
東大卒の中学教師。高柳の甥。田子は元同僚だった吉本荒野の名を借り、口癖の「いいね〜」や興味を持った相手をデジカメで撮る行為を真似している。文武両道、容姿端麗、明るい性格を持つ好青年で、他の同僚や生徒に人気があった。慎一の調査では田子とは性格が合わず、田子からいじめを受けた真田が彼に相談し、高柳に相談しようとしていたところ、いじめが発覚するのを恐れた田子に階段から突き落とされたものと思われていたが、実際は逆であり、本性は反社会性人格障害の傾向が強い危険な思想を持つモンスターティーチャーで、周囲に隠れて「ストレス発散」および「人体実験」と称し真田に暴力をふるっていた。それを田子に咎められた際に、「僕は挫折を知らないから弱者の気持ちなんかわかるわけがない。僕にとって教育は意のままに操れる人間を育てるための実験でしかない。」と吐き捨て、「田子が女子生徒に対して強引に性行為を要求した」というデマを流し、彼を社会的に抹殺しようとした。さらには、水上沙良を脅して、彼女の裸の写真を撮影し、田子に罪を着せようと画策する。沙良と田子を守るため写真入りの鞄を奪おうとした真田と揉み合いになる中で、学校の階段から突き飛ばされ、頭を打ちつけて昏睡状態に陥る。以降人里離れた井上病院に入院しており、生命維持装置でつながれている。
吉本 多恵（よしもと たえ）
演 - 佐藤直子
荒野の母親。植物状態で入院している息子の面倒を見ている。運び込まれた際は「犯人を捕まえてくれ」と喚き散らし、田子から息子の本性を聞かされると「いじめの事実を隠ぺいしてほしい」と泣きついた。吉本に無理やり協力させられているようで、慎一にも命令されたこと以外の言葉を喋ったため田子に注意された他、最終回でも「息子はもう罰を受けた、だから私たちには関わらないでほしい」と訴えるも、「息子の荒野を庇ったのも、本当は自分を守るためだったのではないか」と指摘された。
真田 宗多（さなだ そうた）
演 - 吉井一肇
田子の教え子。田子が毎日のように訪れている廃校で奇声を発している時に握り締めている人形の持ち主。その人形はお守りとして田子が作り、真田にプレゼントしたもの。
慎一の調べでは、田子からいじめを受け、悩みを打ち明けたい本物の吉本荒野も昏睡状態に陥り、精神的に追い詰められて自殺したと考えられていたが、実際は吉本からいじめを受け、田子に罪を被せようとした吉本の鞄を奪おうと揉み合いになり突き飛ばして昏睡状態にした責任から、生きていると洗いざらい話さなければならなくなりそうすると田子と沙良に迷惑がかかると思い山奥の小屋で自殺してしまう。自殺する直前まで田子と電話で話しており、吉本から奪った沙良の写真は燃やし、カメラも壊していた。

#### 慎一・一茂・佳代子の関係者
水上 沙良（みずかみ さら） / 立花 真希（たちばな まき）＜偽名＞ / 浅海 舞香（あさみ まいか）＜偽名＞〈21〉
演 - 忽那汐里（中学時代：恒松祐里）
沼田家の崩壊に終始関わっている謎の女性。
当初は「パシフィック電機」総務部社員「浅海舞香」として登場し、飲食店での会計時に財布を紛失し困っていた時に偶然居合わせた一茂が代わりに支払ったことで知り合い、不倫関係になる。その関係の発覚を皮切りに沼田家の崩壊が始まる。
なおそれと同時に、吉本の過去を調べる慎一の前に「吉本荒野を訴える会」なるサイトの管理人「立花真希」として現れる。一茂とは偶然に出会ったわけではなく、吉本の状況を探るため作為的に一茂に近づいたことや自分が留学中に弟の家庭教師として両親が吉本を雇い、彼によって家庭崩壊へと導かれた家族が3年前に一家心中を図り、死亡したことを慎一に打ち明け、吉本を沼田家から追い出すため2人が協力関係になる。
留学生活を楽しんでいる最中の真希が、両親が多額の借金を背負ったため、留学費用が払えなくなり帰国させようとした親に対して「死んで生命保険で払えばいい」と暴言を吐いたことこそ、自身の家族を自殺に追い詰めたと、吉本が指摘する。自責の念に苦しんでいる真希を見た慎一がお互いに「自己中心的な考えを持つ者同士」として同情を感じ、後に慎一は真希に対して恋愛感情を持つようになる。
その後一茂は、総務部にいるはずの浅海舞香が同姓同名の別人であることを知り、本物の浅海を捜して欲しいと吉本に懇願。再会するやいなや浅海を口説く一茂のもとに慎一が現れ、以後三角関係となる。吉本がネタばらしをする直前まで一茂は浅海の正体に一切気づいていなかったが、慎一はそのころには真希（＝沙良）が吉本の味方であることを察知していた。
家庭崩壊後、真実を求める慎一が吉本の暮らしていた部屋にあったチラシから、彼女の正体が劇団カナリカの劇団員「水上沙良」であることが分かる。実は彼女は田子雄大の教え子であり、自殺した真田の幼馴染でもある。田子雄大に依頼されて浅海舞香、立花真希という人物を演じていたと自白し、8年前の真実を知っていることもあり事実と異なる状態に田子は「それでも良い」と言っていたことに対して「本物の吉本荒野が被害者なんて許せない」と思っており、真相を慎一に打ち明ける。
最上 飛鳥（もがみ あすか）〈17〉
演 - 北原里英（AKB48）
慎一の彼女で同級生。東大卒の兄がいる。慎一が始めた吉本の素行調査に協力していたが、慎一が素行調査ならびに真希に傾倒するようになったせいで慎一との間に距離が出来始め、ついには慎一から「好きな人が出来た」と別れを告げられた。慎一が高校を中退した後も彼のことを心配しているが、飛鳥が家庭崩壊状態の沼田家を訪れた際、飛鳥が慎一に放った言葉が彼にとって吉本を擁護するように聞こえてしまい、慎一から暴行されそうになる。その後、慎一のバスでの告白により関係を取り戻す。
井本 京香（いもと きょうか）
演 - 岡千絵
岸田 菜穂(きしだ なほ)
演 - 真下有紀
上川 紗枝(かみかわ さえ)
演 - 弘中麻紀
上記3名は沼田家の近所に住む主婦友達。佳代子をネットスター証券主催の株式セミナーに誘う。吉本（田子）とも仲良くやっている。また、佳代子に隠れて沼田家の悪口を言っていた。
勝野（かつの）
演 - 内田滋　
一茂の部下。かつて一茂にキツい叱責を受けた過去があり、一茂の横領事件を会社に告発し、解雇させる。その際、彼を「泥沼田課長」と侮辱した。最終回では一茂に取引先だった会社の名刺を渡し営業の経験者を募集していることを伝え、「這い上がってみてくださいよ」と言っている。

#### 茂之の関係者
園田 満（そのだ みつる）〈15〉
演 - 松島海斗
茂之の同級生。学校の成績はクラスで5番目。インターネット上でのハンドルネームは「そのちゃん」。前島亜美サイン入りの写真集を盗む目的で茂之に近づいたことで仲良くなり、やがて、茂之を標的としたいじめに加担するようになる。その後、吉本の一計で再び茂之との友人関係が修復。盗んでいた写真集を茂之に返し、山尾と関わるのを止める。後に山尾いじめに加担するようになるが、茂之の説得もあって、山尾とも和解する。その後、茂之、真野と共に成邦館高校を受験し、合格する。
山尾 泰司（やまお やすし）
演 - 西本銀二郎
茂之の同級生で茂之のいじめを先導するリーダー。粗暴かつ陰湿な性格。吉本にいじめの現場を録画され、それを親・学校・教育委員会・文部省・マスコミに公表されたくなければいじめを止めろと脅されいじめを止める。いじめを止めた後も相川たちクラスメートを誕生会に行かないよう扇動するなどして茂之を仲間外れにしていたが、園田や三井たちが茂之と仲良くなり、さらには最後まで残っていた竹下も茂之と和解したことにより孤立。今度は自分が三井たちからのいじめのターゲットになって自業自得の末路となったが、茂之によって助けられ、和解する。
三井 拓海（みつい たくみ）
演 - 江口祐貴
市原 学（いちはら まなぶ）
演 - 吉田翔
竹下 陸（たけした りく）
演 - 仙石流星
上記3名は山尾の仲間。茂之をいじめている男子グループ。山尾同様、いじめを止めた後も茂之を仲間はずれにしていたが、後に三井と市原は山尾と関わることが面倒になり愛想を尽かし茂之と和解。竹下は三井たちが茂之と和解した後もしばらくの間山尾と関わっていたが、後に茂之と和解する。山尾が孤立してからは山尾をいじめるようになったが、茂之の説得によって、いじめを止める。
稲垣 雫（いながき しずく）
演 - 鈴木葵
愛甲 広香（あいこう ひろか）
演 - 岩田陽葵
上記2名は茂之のクラスメイトで、茂之へのいじめを黙認していた。吉本に脅された後は茂之に好意的に接する。しかしそれは保身のための表面上の優しさで、本音では山尾らと同様に茂之をクラスの厄介者としか思っておらず「にやけている顔が気持ち悪い」「席替えしたい」などと陰で口汚く罵っていた。
相川 武夫（あいかわ たけお）
演 - 川崎槙吾
茂之のクラスの学級委員。茂之へのいじめを黙認していたが、「見て見ぬふりをした奴も共犯」と山尾たちのように吉本に脅されたことで、クラス内で茂之を無視できなくなった。クラスメイトでただ一人、茂之の誕生会に行こうとしていた。しかしそれは茂之の遺書に自分の名前を書かれたくないという自己保身のためだった。
兵頭
演 - 坂本充広
茂之のクラスの担任。茂之へのいじめをはじめとするクラスの問題に全く気付いていない。

#### ゲスト
榎本 貴史（えのもと たかし）
演 - 宮川一朗太（第1・最終話）
「パシフィック電機」営業部社員。一茂の同期入社で共に営業部所属時代は営業成績を争ったライバル関係にあったが、突如、戦友と思っていた一茂にリストラを勧告される。中学受験を控える娘がいる。突然パシフィック電機をリストラされた理由を一茂本人の口から聞かされる。
真野 さくら（まの さくら）
演 - 有川結女（第4 - 5話・最終話）
横浜市立室山第一中学校3年1組。中学1年生時代の茂之の同級生。園田の幼馴染。茂之に陣中見舞いの手紙を渡したことが切っ掛けに茂之と交際関係に発展する。しかし、この交際関係は茂之と園田の友情を再び結ばせるための吉本の策略によるものであり、吉本に買収されていたためであったが、本人も茂之に気があるような描写がある。後に成邦館高校を受験し、合格する。
高津（たかつ）
演 - 平間壮一（第5 - 6話）
慎一が所属する陸上部の部員で補欠。他の部員にいじめられ、慎一に相談するも、「だったら勝手に死ねよ!」と慎一が突き放したことが決定打となり、部室で自殺を図るも未遂に終わる。その後、慎一から「俺のせいじゃないよな」と半ば強引ながら同調させられる。
高柳（たかやなぎ）
演 - 田村泰二郎（第6・9話）
吉本荒野の叔父。田子雄大・吉本荒野が同じ中学校に勤めていた時代の教頭で現在は退職している。慎一が会った際にかつての生徒だった水上沙良とも対面しているがなんの反応もなかった。単に覚えていなかったのか、田子により買収されていたのか不明。
丸川（まるかわ）
演 - 佐伯新（第6・9話）
西口（にしぐち）
演 - 児玉貴志（第6・9話）
上記2名は田子雄大・吉本荒野の同僚教師。吉本荒野の体罰に加担していた。ただし第6話に登場したのは、田子に依頼されて教師を演じていた劇団カナリカの劇団員。
羽間（はざま）
演 - 武子太郎（第6・9話）
丸川・西口同様雄大に依頼されて、田子・吉本荒野の同僚教師を演じていた劇団カナリカの劇団員。
前園 泰彦（まえぞの やすひこ）
演 - 村井國夫（第7話）
佳代子の父親で慎一と茂之の祖父。実業家で、パシフィック電機の取引会社を経営。娘を一流企業に勤める取引会社の社員である一茂と見合い結婚させたが、一茂の不祥事がきっかけで彼と離婚することを佳代子に勧める。娘が父の願いを聞き入れなかったことで愛想を尽かし縁を切る。その後、娘から借金返済の申し入れや吉本の助言で小切手を渡すが一茂に断られる。
前園 光子（まえぞの みつこ）
演 - 上岡紘子（第7話）
佳代子の母親。
若林
演 - 岩瀬亮（第8話）
慎一・飛鳥の担任。進路希望を白紙で出したことについて事情を聞くため、慎一や佳代子を呼び出す。慎一たちは万引きの件だと勘違いしていた。
保護者
演 - 松山尚子（第9話）、南風佳子（第9話）

### 作品の評価

#### ソーシャルメディアの反響
- 2013年に日本で盛り上がったトレンドをカテゴリー別にまとめた「Twitterの2013年」各部門TOP10が発表され、「家族ゲーム」がテレビドラマランキングの4位となった[7]。
- 9話のラストシーンで吉本役の櫻井が首にかけていたヘッドホンが話題になり、ドラマの放送後に販売元のオーディオテクニカに問い合わせが殺到した[8]。
- 番組サイトやTwitterの放映当初の感想は「怖い」という感想が多かったが、最終回放送後は、「胸が熱くなった」「家族のことを考えた」という感想が目立った[9]。

#### 評論家による反響
- 小説家の柚木麻子は、『週刊朝日』2013年5月3日・10日号（1週目放送後の発売号）において、森田芳光による映画版のシュールなおかしみと比較して、「ミヒャエル・ハネケ作品風のひんやりした不快感」があると述べ、櫻井翔の「誰もがうすうす気付いていながら触れる勇気がなかった、櫻井の底の見えなさと笑顔の奥のうっすらした狂気」をさらけだした怪演に引き込まれたと評価している[10]。

#### 受賞
- 第17回日刊スポーツ・ドラマグランプリ（GP）の春ドラマ選考で、作品賞、主演男優賞（櫻井翔）、助演男優賞（神木隆之介）、助演女優賞（鈴木保奈美）の4冠を獲得[11]。
- 第77回ザテレビジョンドラマアカデミー賞で、作品賞、脚本賞、監督賞、主演男優賞（櫻井翔）、助演男優賞（神木隆之介）、ドラマソング賞（嵐）の6冠を獲得。
- 第30回ATP賞の総務大臣賞を受賞。
- 第23回 TV LIFE年間ドラマ大賞2013で 作品賞、主演男優賞（櫻井翔）、助演男優賞（神木隆之介）、助演女優賞（鈴木保奈美）、主題歌賞（嵐）の5冠を獲得[12]。

### スタッフ
- 原作：本間洋平『家族ゲーム』（集英社文庫刊）
- 脚本：武藤将吾
- 音楽：本多俊之
- 演出：佐藤祐市・岩田和行
- 主題歌：嵐「Endless Game」（ジェイ・ストーム）
- 演出補：山内大典
- CG：中村明博
- フードコーディネーター：住川啓子
- スタント：釼持誠
- 医療監修：佐々木理恵
- 株式投資監修：橋本顕愛・Financial Academy
- フラダンス指導：祐下かおり、牧野亨子（第3話）
- ギター指導：本多数浩（第3話）
- インラインスケート指導：小泉博・小泉アキラ（東京ボンバーズ／第4話）
- 作品協力：高橋陽一『キャプテン翼』（集英社／第7話）
- 撮影協力：EAT&Co・イーアンド株式会社・旧新座小学校・日本ウェルネス高等学校中野キャンパス・横浜商科大学・みなとみらいグランドセントラルタワー・ハマロケ歌うんだ村　仲町台店・明海大学・相鉄バス株式会社・横浜ランドマークタワー　スカイガーデン・パセラリゾーツ横浜西口店・ハマポール　イアス・オホーツク美幌食堂・アーバンドック　ららぽーと豊洲
- 編成企画：水野綾子
- プロデュース：稲田秀樹、小林宙
- プロデュース補：鈴木里佳子
- 制作：フジテレビ
- 制作著作：共同テレビ

### 主題歌
主題歌「Endless Game」は、櫻井が所属するグループ・嵐による楽曲である。公式サイトでは、曲の紹介を「日々生きていく困難さ、それでも生きていく強さを身につけようとする葛藤を描いた歌詞とどこか冷たい感じのするミステリアスなサウンドにより、現実と非現実とが交錯するような不思議さを感じさせる楽曲」としている。初動売上は約47.8万枚を売りあげ、2013年6月10日付オリコン週間シングルチャートにおいて初登場で1位にランクインした。また、オリコン2013年度年間シングル売上ランキングでも10位となった。

### エピソードリスト
| 話数 | エピソードタイトル                                       | 初回放送日    | 演出     | 視聴率 |
| --- | -------------------------------------------------------- | ------------- | -------- | ------ |
| 第1話 | 君は成績を上げたいと思うかい? 異常なる家庭教師が弟を壊す | 2013年4月17日 | 佐藤祐市 | 12.0%  |
| “100%東大合格”を謳う家庭教師の吉本荒野が沼田家にやってくる。登校拒否の引きこもり状態から脱却させるために、母の佳代子がインターネットで吉本のホームページを見つけて依頼したのだ。家族面談で父の一茂は、茂之を兄の慎一が通う進学校に合格させたいという。吉本は、自分のやり方に口出ししないことを条件にそれに応じる。こうして吉本は茂之の教育に着手するのだが、その方法はかなり常軌を逸していた。茂之は翌日から吉本を部屋に入れないために鍵をかけており、吉本は茂之の部屋の窓とドアを封鎖してしまう。しかし、「家庭教師雇用契約書」に書いている「口出しをすれば1,000万円の罰金」という言葉によって家族は吉本のやり方に口出しできなかった。 茂之の登校拒否の原因は、学校でのいじめだった。吉本はかつて茂之の唯一の親友だった園田満と接触、裏取引し茂之をだますことで茂之を再び学校へ行かせることに成功する。しかし、茂之は勇気を持って学校に行ったのにだまされたこと、園田ら同級生から馬鹿にされたことで心に傷を負い、吉本にその怒りをぶつける。吉本はそんな茂之を投げ飛ばし、物音を聞いて来た佳代子と慎一も制止に加わるが一切聞こうとしない。吉本の「壊したい」という一言に震える3人だったが、「現実は、おまえが思っているより、よっぽど残酷なんだ。だから、強くなれ」ともいう。茂之はその時に吉本の鞄から血染めのキーホルダーが出ていることに違和感を感じ、そのことを吉本に問いただすと、吉本は自分が人殺しだと茂之に告白する。 |                                                          |               |          |        |
| 第2話 | 弟が家庭教師の犬になる!                                  | 4月24日       | 佐藤祐市 | 13.7%  |
| 吉本におびえ、1日でも早く家庭教師を辞めてほしいと願う佳代子。浮気相手である浅海舞香との出会いで頭がいっぱいで家庭の話には興味がない一茂。「一週間学校に行ったら吉本が家庭教師を辞める、それが守れなければ今後吉本に絶対服従である」という約束を吉本と交わし、人殺しの吉本を家から追い出すためになんとしてでも達成したい茂之。茂之が学校に向かうと、案の定、山尾ら同級生からの数々のいじめが待っていた。そこで吉本が「もっと醜いいじめじゃないと茂之君は屈しない」と山尾らに言い、山尾らのいじめはエスカレートしていく。一方、吉本の人柄がつかめず自分の本性を見抜かれているのではと彼を恐れていた慎一は吉本を尾行するがすぐにばれてしまい、吉本とともに茂之がいじめられているところを観察する。慎一は優等生を装い吉本のもとで正義感を振りかざす。次の日、さすがに登校する気が失せた茂之は吉本によって半ば強制的に学校に行かせられる。吉本は茂之の同級生全員に宛名付きの遺書を配り「いじめの実行犯はもちろん、その傍観者もみな共犯であり、いじめの証拠を教育委員会やマスコミ各社に送りつければ立派な犯罪者になる、今度茂之がいじめにあったらお前らの人生を台無しにする」と彼らを脅す。 そうして茂之が吉本に心を開きかけた時、慎一が東京大学の卒業アルバムを持って2人のもとに現れる。そこに写っている「吉本荒野」は別の人物だったのだ。 |                                                          |               |          |        |
| 第3話 | 誕生日会に家庭教師がクラス全員招待!                      | 5月1日        | 岩田和行 | 11.1%  |
| 吉本は慎一を、とある病院の病室へと連れ出した。そこには東大の卒業アルバムに写っていた本物の“吉本荒野”が生命維持装置につながっていた。慎一が問いただすと、吉本は彼が自分の弟であること、彼が両親の反対を押し切って夢だった中学教師となった直後に事故にあったこと、弟の夢を代わりに叶えるために家庭教師になったこと、そして自分の本当の名前は雄大であることを話す。慎一は吉本に「万引き」という弱みを握られているので大胆な行動はできなかったが、その日以来慎一は本物の“吉本荒野”の家族に会うために病室に通い始める。一方で茂之は、吉本からの遺書の脅しが効いて一変したクラスの雰囲気に戸惑いながらも嬉しく感じていた。そんな時、吉本は茂之の誕生会をやることを提案する。あまり乗り気ではない茂之をよそに、吉本は佳代子と彼女の主婦仲間、一茂、慎一らを巻き込み準備を進める。また、茂之は同級生を招待した結果、全員参加予定となり、吉本にもおだてられて喜びを隠せなかった。 しかし茂之の誕生会当日、集合時刻になっても同級生の誰も姿を現さない。茂之が違和感を覚え外に向かうと、吉本と慎一も2階に上がり、そこからリビングの様子を見守る。リビングでは浅海のことで一茂と佳代子が口論になっていた。そこに吉本が遠隔操作で一茂の浮気を決定付ける証拠を流し、佳代子は怒り、以後夫婦の溝が深くなっていく。その姿を目撃した茂之もそこから立ち去ってしまうが、その後訪れた場所で「遺書があるから仕方なく接しているだけで本当は今すぐ消えてほしい」という趣旨の同級生の会話を聞いてしまい、その場を立ち去る。悲しみに暮れる茂之の前に吉本が現れ「友達がいない、家族からも見放されている、それがお前の現実だ。悔しかったらお前が変わるしかないんだよ」と茂之に諭すのだった。 |                                                          |               |          |        |
| 第4話 | 弟にラブレター?? 家庭教師強引にデートを仕込む!           | 5月8日        | 佐藤祐市 | 12.2%  |
| なんとしても吉本の素性を暴きたい慎一は「吉本荒野を訴える会」というサイトの管理人とコンタクトをとろうとするが「人間性が伝わってこない」と一方的に会話を中断させられたため、「僕は自分以外の人を見下している。吉本のことを知りたいのは弱みを握られており、あいつの存在が邪魔だからだ」と本音を吐露する。すると、その管理人（立花真希）の自己紹介、吉本が家庭崩壊に追い込んだことが原因で真希の家族が3年前に一家心中を図った、吉本が家庭に介入してきたら気をつけてという趣旨の返信が届く。一方で孤独を味わった茂之は自分に理解を示す吉本を絶対的な存在だと思い、信頼するようになる。そんな時に茂之に、中学1年時に同じクラスだった真野さくらから手紙が届く。インラインスケートを趣味とする彼女に倣い、「僕もインラインスケートが得意だ」とする文言を手紙の返事に書き、その日から未経験のインラインスケートの特訓が始まる。しかし、真野とのデートの承諾を得て喜んでいる茂之の様子が気に入らない山尾らは、再び茂之をいじめ始める。 そのころ、吉本は佳代子と一茂の馴れ初めを探っていた。そして、それをヒントにして茂之と真野のデートをセッティングし、佳代子にデートを見に行かないかと誘う。デート当日、インラインスケートの後に向かった店は、かつて佳代子が一茂にプロポーズされた店だったのだ。緊張している茂之の様子を当時の一茂に重ねる佳代子。佳代子は昔、一茂に抱いていた恋心を思い出し、冷め切った夫婦関係からも脱却しはじめようとしていた。しかし、一茂と浅海がキスしている写真が佳代子の主婦仲間のもと送られ、佳代子はそれを見てその場にいられなくなるほど気が動転する。これは吉本の仕業であり、慎一がそのことを問い詰めると吉本は現在の教育制度のあり方のずさんさや欠点を指摘し、得た知識に流されるだけで自分の頭で考えることを放棄しているのだと慎一を批難する。慎一は狂気を帯びた吉本を恐れるが、吉本を振りはらい真希のもとへ向かう。現れた真希は、浅海と同一人物だった。 |                                                          |               |          |        |
| 第5話 | 慎一は沼田家が生み出したモンスターだ                     | 5月15日       | 岩田和行 | 12.4%  |
| 茂之は真野に認められたい一心で勉強し、着実に成績を上げていた。対して優等生を演じている慎一の成績は下がり、かつて国体に出場するほどだった陸上での成績も芳しくなく彼自身も気持ちの余裕がなくなっていた。夫婦円満を装っている佳代子と一茂の間には写真の件を境に修復困難の溝が生じ、佳代子はネット株に没頭し始めていた。一茂は必死に言い訳するが佳代子は聞く耳を持たない。慎一は真希との接触を続け、ともに吉本を攻略しようと手を組もうとするが、浅海（＝真希）と一茂がキスをする写真を見てしまい真希が信用できなくなる。そして佳代子は、慎一が万引きをしているという事実を知ってしまうが慎一に言い出せないでいた。慎一は、陸上のタイムをライバルに抜かれてしまい、それを慰める補欠の高津にも八つ当たりしてしまう。高津は部内でいじめに遭っており、慎一もそれに加担するようになる。 一方、茂之は真野から、園田のことも好きだという事実を聞かされる。園田は、茂之を裏切り茂之のいじめに加担している人物だ。茂之と園田のうち、模試の成績がいい方と付き合うという真野。しかし、これはただの余興であり付き合う気などないと真野が口にしているのを偶然耳にしてしまった2人は肩を落とす。その後、園田は茂之の変化を感じ「こっちから真野を振ってやる」と意気投合する。模試の本番での成績が園田を上回った茂之は宣言通り真野を振り、そのことがきっかけで園田と茂之の間に再び友情が芽生え、園田は今までの行動を茂之に謝罪する。 吉本が真野を買収した証拠をつかんだ慎一は吉本に問いただし、ともに廃校に向かう。そこに隠れていた真希に気づいた吉本は、真希の「吉本が家族を追い詰めた」という思い込みを全否定し、真希自身が家族に自殺を強要したのだと真希を責める。「真希の醜い本性を暴く」という吉本に対して、慎一は持っていたカッターで脅す。吉本は、そのカッターを自らの腕に刺し、「人の痛みを想像できないお前みたいな奴がいるから俺が生まれた」と言い、痛み、恐怖、絶望を慎一に味わわせることを宣言する。吉本がいなくなった後呆然とする真希に、慎一は今まで感じたことのない気持ちを抱き、それは後に恋心になる。その時、慎一は彼女の飛鳥から、高津が自殺未遂を図ったことを知らされる。 |                                                          |               |          |        |
| 第6話 | 緊急家族会議! 議題は家庭教師解雇の件                     | 5月22日       | 佐藤祐市 | 12.9%  |
| 慎一の家庭教師も担当することになり、沼田家に住み込み始めた吉本。慎一は、学校で高津に「俺のせいじゃないよな」と言い放つが、それを聞いていた吉本は慎一の胸ぐらを掴む。家族の吉本に対する信頼が日に日に高まっていくことを肌で感じていた慎一は、真希とともに本物の吉本荒野の母親と会い、8年前の写真、そして今いる吉本の本名が「田子雄大」であるという情報を入手する。躍起になる慎一だったが、真希が「ここからは私がやる。慎一の力になりたい」と言って慎一から8年前の教員名簿を預かり、その行動に慎一も嬉しくなる。 佳代子の買った株が損失を出していることを知った吉本はすぐに売却するよう佳代子に言うが、その時点で損失は95万。吉本は、勧めた自分にも非があると言ってその金額を佳代子に貸し、家族と向き合うように忠告するのだった。一方、一茂はひょんなことから同じ会社に勤務する浅海が浮気相手とは別の人物であることを知ってしまう。そのことを吉本に話すと、吉本は「家族と向き合うためなら、浅海を捜してあげる」と言う。そしてそのころ、茂之をいじめていた同級生たちが「山尾といるのが面倒になった」と茂之のもとを訪れる。 真希から吉本を殺人犯にする証拠を得た慎一。吉本が持っているUSBメモリーを鍋に入れ、吉本に握られている弱みを抹消できたと思い込んで安心した慎一は、吉本を解雇するための家族会議を始める。その中で慎一は、吉本の本名が田子雄大であること、教え子の真田を死に追いやり本物の吉本荒野を階段から突き落としたことを家族に暴露するが、最終的に家族は吉本側につく。慎一は、すでに家族が吉本の手に転がされていることに気づき、ショックを受けるのだった。 |                                                          |               |          |        |
| 第7話 | 沼田家崩壊は3年前から始まっていた! 母佳代子の絶望        | 5月29日       | 岩田和行 | 13.6%  |
| 佳代子は「自分を変えたい」という動機のみで再び株に手を出してしまい、1000万円を損失する。吉本は実家に頼るしかないと言うが、佳代子は一茂が原因で実家から縁を切られていたのだ。家族から完全に孤立した慎一は真希に傾倒し、飛鳥に対して冷たく接するようになる。慎一と真希がデートを楽しんでいるとそこに吉本が現れ「夫婦の仲を壊したのは真希だから、もう一度一茂と会ってほしい」と真希に言う。反対する慎一だったが、真希は「このままでは家族が崩壊する」と一茂と会う決心をする。そのことを吉本から聞いた一茂はすっかり浮かれ、精神的に追い詰められた佳代子のことなど気にもとめない。真希と会うなり、夫婦の仲は修復できそうにないことを告げる一茂だったが、2人の前に慎一が現れ、強制的に真希を連れ出す。その様子を飛鳥はただ遠くから悲しそうに見守っていた。 そのころ茂之は友人たちと遊んでいた。そこに、山尾側についていた最後の1人が現れて茂之に謝罪する。その時そこにいた1人が、夏休みが終わったら山尾を仲間はずれにしようと提案する。 姿を見せない佳代子を不審に思った吉本は、風呂場で今にも自殺しそうな佳代子を目にし、生きていればまだ変われると佳代子を励ます。状況が読めていない一茂に吉本が事情を説明し、全ての元凶は一茂にあったと言い放つ。同時に、佳代子の両親が小切手を渡しに来るが、一茂はプライドからそれを断ってしまう。吉本は一茂の行動、何も行動を起こさない佳代子を非難し、「沼田家の崩壊はもう誰にも止められませんよ」と言い残し、その場を去るのだった。 |                                                          |               |          |        |
| 第8話 | 家庭教師による家族ゲーム、結果発表!                      | 6月5日        | 佐藤祐市 | 12.6%  |
| 吉本と真希が接触していたことを知った慎一は真希に不信感を募らせるが、真希を信じたい気持ちが勝りその後も真希との交際を続けていた。吉本は慎一と「慎一が高校を無事に卒業したら吉本が慎一の言うことをなんでも1つ聞くが、逆に高校を中退したら慎一が吉本の言うことを1つ聞く」という賭けをしていた。そして、飛鳥は慎一の真意を確認するため、吉本から預かっていた万引きの写真を慎一に見せる。慎一は「もう俺と付き合うメリットは何もないと思う」と飛鳥に冷たく吐き捨てる。 そして、茂之の中学では山尾へのいじめが始まっていた。一旦は断る茂之だったが、最終的にいじめに加担してしまう。一茂は、株の借金を返済し家を手放さずに済むように会社の金を横領するが、部下にばれて解雇される。その際、今まで半人前だと思っていた部下に馬鹿にされ、一茂は屈辱を味わう。その時慎一と佳代子、そして吉本は慎一の高校に向かっていた。本来の要件は違うものだったが慎一と佳代子はすっかり慎一の万引きの件だと思い込み、高校からの電話に対応した吉本を責める。しかしその際に佳代子が万引きの件を知っている事実が露呈し、自分を叱れない佳代子に慎一は呆れる。 気まずい慎一と佳代子のもとに茂之と酔っ払った一茂が帰ってくる。そこに、吉本もトランクを押しながら姿を見せる。解雇になったことを告白する一茂に吉本は笑いながら、家族一人一人の印象を告げる。面子に拘ることしか頭にない父、一茂。遠慮ばかりの母、佳代子。未だに優等生の演技を続ける長男、慎一。結局自分に負けてしまった次男、茂之。そして、浅海舞香、佳代子が一茂の浮気を知る最初のきっかけとなったワイシャツの口紅、立花真希など、吉本は自らが仕掛けたトラップを次々と解説していく。そして、「この最悪の結末は、アンタたち自身が招いたんだ。沼田家は壊れるべくして壊れたんだよ」という言葉を残して家を出て行く。茂之は後を追うが、茂之がすでにいじめる側だということに気づいていた吉本はそのことを茂之に指摘し、力なく去っていく。 残された1家4人は、今まで抱えていた疑念をぶつけ合い、お互いに責任をなすりつけることで本当の姿をさらけ出した。とどめに茂之が「こんな家族だったから吉本荒野につぶされた」と核心を突いたことで、一家は文字通り「崩壊」するのだった。 雲一つない晴天のある日、田子雄大は、自分の教育方針に賛同して協力してくれた水上沙良に感謝の言葉を述べ、別れを告げていた。沙良は、かつての田子の教え子であり、浅海と真希を演じていた人物だった。 |                                                          |               |          |        |
| 第9話 | 吉本の衝撃の過去! 崩壊の先に…                            | 6月12日       | 岩田和行 | 12.4%  |
| 崩壊後の沼田家に、会話はなかった。佳代子は黙って家を出て行くが、それを見ても誰も何も言わなかった。茂之もかつての引きこもり生活に逆戻りし、園田からのメールを見て登校してみるものの、再び山尾のいじめに加担してしまう。一茂の再就職先探しも難航していた。慎一は「あいつがいなければ俺は全て順調だったのに」と吉本を憎み、その気持ちは次第に濃くなっていった。そしてついに吉本を殺そうと思い立ち、アパートの中に入ると吉本はすでに退去していた。そして、床に置いている劇団のチラシに、水上沙良という名前とともに真希の顔写真が写っているのを見つける。慎一が沙良に今までのことを問いただすと、沙良は今まで話してきた田子の過去は全部嘘だと言い、8年前の真相を語り始める。 8年前、かつて「吉本荒野」は文武両道、容姿端麗で性格も明るく、同僚や生徒にも人気があると評判だった。しかしそれは表の顔で、裏ではストレス発散のために標的の生徒に軽々と暴力をふるうモンスターティーチャーだった。真田はすぐにその標的になり、「田子雄大」に助けを求める。田子は吉本にいじめをやめるよう忠告するが、次の日、田子は根も葉もない噂を吉本にばらまかれる。吉本との社会的地位、信用の差をまざまざと見せつけられ、ついに、田子は真田のサインにも自己保身から萎縮してしまう。吉本は、自分に好意を持っている生徒＝沙良の裸の写真をばらまいて田子が撮影したことにして田子を社会的に抹殺しようと企んでいた。吉本が田子に話しかけようとしたとき、真田が吉本の鞄を盗もうとして、吉本は足を踏み外して階段から転げ落ち、そのまま昏睡状態となる。真田も、「自分が死ねば全て解決する、僕は強くなりたかった、もう自分みたいな弱い人間が生まれませんように、そして、吉本みたいな怪物が生まれませんように」という言葉を残して自殺する。 沙良から真相を聞かされ唖然とする慎一だったが、そこに家族から連絡が入る。要件は、佳代子が離婚したいというものだった。一茂と慎一は応じるが茂之は聞き入れようとしない。そんな時、吉本がなにくわぬ顔で現れる。 |                                                          |               |          |        |
| 第10話 | あの男が家庭教師になった理由〜彼は誰を殺したのか?        | 6月19日       | 佐藤祐市 | 16.7%  |
| 吉本は沼田家に設置した盗聴器を回収しにきていた。帰り際、賭け事の約束をふと思い出した吉本は、「家族を再生させろ」と慎一に自らの願いを託す。そんな吉本が気になる慎一は再び沙良と接触し、田子雄大が吉本荒野を名乗るようになった理由を尋ねる。沙良は、今回の依頼を受けるときに田子が教えてくれたのだと経緯を話し始める。 田子は真田の自殺後、自分を責めた。しかし一方で、仮に真田を救えたとしてもそれは一時的なものに過ぎないとも気づいた。そこで田子は教師をやめ、世界中の危険な地域を回った結果、「自分が強くなるしかない」ということを悟った。「世の中の悪意を全て断ち切ることはできないが、悪意に立ち向かっていける人間なら育てられる」と感じたことで、自分が悪意の体現者となって世の悪意を生徒にぶつけるために吉本荒野を名乗り、家庭教師をすることを決意する。そして、田子が沼田家を調査する過程で第2の真田（＝茂之）、第2の吉本（＝慎一）を発見し、危惧していたのだ。沙良は田子が今まで付けていた記録を慎一に渡し、田子が本当に殺したのは田子自身であり、真田の死を平静と口にできるほど吉本として生きているのだと必死で田子の覚悟を伝える。そのころ田子は本物の吉本の病室を訪れ、「吉本の本性を隠蔽しようとしたのは単なる自己保身のためであり、吉本の人間性を形成したのはあなたである」と吉本の母親に指摘していた。 慎一は沙良から聞いたことを家族に話し、田子が書いてきた記録を家族の前で全て読み上げる。記録の最後は家族に対する失望に満ちていたが、ここで終わるのは悔しいと一家は再生の道へ歩き出す。茂之は山尾をいじめから救い、慎一も佳代子とともに万引きをした店に詫びに行く。こうして家族一人一人が徐々に家族を意識していき、絆を取り戻していく。慎一は高校編入、茂之は志望校合格を果たし、家族の吉報に皆で喜び合う。 真田の命日に田子と慎一は再会し、慎一は田子のおかげで家族に絆が生まれたと礼を述べる。そして、悪の体現者、吉本荒野としてではなく田子雄大として生きることを進言する。それを聞いた田子も、久しぶりに田子雄大として笑うのだった。 |                                                          |               |          |        |
| |                                                          |               |          |        |
| 平均視聴率 13.0%（視聴率は関東地区・ビデオリサーチ社調べ） |                                                          |               |          |        |

### 関連商品

#### Blu-ray
「家族ゲーム Blu-ray BOX」
- ディスク枚数: 4枚
- 販売元 - ポニーキャニオン
- 発売日 - 2013年11月29日
- 時間 - 598分
- 〔特殊内容/特典〕
  - 特典映像 - メイキング、制作発表、ヒット祈願、トークイベント、ノンクレジットエンディング
- 〔封入特典〕初回限定ブックレット
- 〔外付け特典〕クリアファイル

#### DVD
「家族ゲーム DVD-BOX 」
- ディスク枚数: 7枚
- 販売元 - ポニーキャニオン
- 発売日 - 2013年11月29日
- 時間 - 598分
- 〔特殊内容/特典〕
  - 特典映像 - メイキング、制作発表、ヒット祈願、トークイベント、ノンクレジットエンディング
- 〔封入特典〕初回限定ブックレット
- 〔外付け特典〕クリアファイル

#### サウンドトラック
フジテレビ系水10ドラマ 「家族ゲーム」 オリジナルサウンドトラック（2013年5月29日発売、ポニーキャニオン、EAN：4988013373563）
| 全作曲・編曲: 本多俊之。 |                   |      |            |
| #                        | タイトル          | 作詞 | 作曲・編曲 |
| 1.                       | 「遊戯 opening~」 |      | 本多俊之   |
| 2.                       | 「神話」          |      | 本多俊之   |
| 3.                       | 「枯渇」          |      | 本多俊之   |
| 4.                       | 「迷路#1」        |      | 本多俊之   |
| 5.                       | 「虚無」          |      | 本多俊之   |
| 6.                       | 「偏執」          |      | 本多俊之   |
| 7.                       | 「疑惑」          |      | 本多俊之   |
| 8.                       | 「遊戯」          |      | 本多俊之   |
| 9.                       | 「迷路#2」        |      | 本多俊之   |
| 10.                      | 「管鼓」          |      | 本多俊之   |
| 11.                      | 「寂寥」          |      | 本多俊之   |
| 12.                      | 「集塵」          |      | 本多俊之   |
| 13.                      | 「漆黒」          |      | 本多俊之   |